# TCM (企業)
TCM株式会社（ティーシーエム）は、かつて存在した輸送機器などのメーカーである。2012年（平成24年）8月に、産業革新機構を中心として設立されたユニキャリアグループの傘下となり、2013年（平成25年）4月1日、日産フォークリフト株式会社を吸収合併し、ユニキャリア株式会社となったが、2017年にニチユ三菱フォークリフトとの経営統合によって製造はニチユ三菱フォークリフトから商号変更された三菱ロジスネクスト株式会社へ一本化され、ユニキャリア株式会社はロジスネクストユニキャリア株式会社に商号変更した上で、三菱ロジスネクスト製品の販売会社となった。

## 主な製品
- フォークリフト
- 港湾荷役システム（リーチスタッカー、ストラドルキャリア、トランスファークレーンなど）
- 製鉄物流システム（スラグダンプ、ベルトコンベア式ローダなど）
- 造船物流システム（走行台車、牽引車など）
- 物流システム（無人搬送システム、自動倉庫システムなど）

下記2品目については、日立建機に事業を譲渡した。
- ホイールローダー
- 除雪車

| 左：米メルロー社のライセンス生産によるスキッドステアローダー、TCM ボブキャット右：米クラーク社との技術提携による 75B ホイールローダー  |  | 左：米メルロー社のライセンス生産によるスキッドステアローダー、TCM ボブキャット右：米クラーク社との技術提携による 75B ホイールローダー |
| 左：米メルロー社のライセンス生産によるスキッドステアローダー、TCM ボブキャット 右：米クラーク社との技術提携による 75B ホイールローダー |  | |

## 沿革
- 1949年（昭和24年）2月 - 東洋運搬機製造株式会社設立[1]。
- 1954年（昭和29年）
  - 9月 - 東運工業株式会社を合併。
  - 11月 - 東洋運搬機株式会社に商号変更[1]。
- 1961年（昭和36年）
  - 9月 - 大阪証券取引所に上場。
  - 10月 - 東京証券取引所、名古屋証券取引所に上場。全上場市場で1部銘柄に指定。
- 1969年（昭和44年）12月 - 滋賀東洋運搬機株式会社を合併。
- 1997年（平成9年）10月 - 竜ヶ崎工場、滋賀工場でISO 9001認証取得。
- 1999年（平成11年）
  - 1月 - 竜ヶ崎工場、滋賀工場でISO 14001認証取得。
  - 7月 - TCMに商号変更[1]。
  - 10月 - 日立建機株式会社と業務・資本提携。

- 2005年（平成17年）
  - 6月 - 委員会設置会社へ移行。
  - 9月 - 名証上場廃止。
- 2006年（平成18年）10月 - 株式会社日立建機アルバを吸収合併。
- 2007年（平成19年）8月 - 本社を大阪市西区から東京都港区西新橋1-15-5へ移転。
- 2009年（平成21年）
  - 10月 - 国内販売会社10社を統合し、TCM販売株式会社を設立（存続会社は近畿TCM）。壬生工場を閉鎖。
  - 12月 - 日立建機の完全子会社となり、大証・東証上場廃止となる[3]。
- 2010年（平成22年）
  - 4月 - ホイールローダ事業および除雪車両事業（竜ケ崎工場）を会社分割により日立建機に統合。委員会設置会社から監査役設置会社へ移行。
  - 5月 - 本社を大阪市西区京町堀1-15-10へ再移転。
  - 10月 - 国内販売子会社であるTCM販売株式会社を吸収合併。
- 2011年（平成23年）11月 - 日産フォークリフトとの事業統合を目的とした新会社「ユニキャリア」の傘下に入ることを発表[4]。新会社には産業革新機構が53.3％を出資[5]。
- 2012年（平成24年）8月 - ユニキャリアの100%子会社となる。同時に本社を東京都品川区へ移転。
- 2013年（平成25年）4月 - 日産フォークリフトを吸収合併し、ユニキャリア株式会社に商号変更。親会社である従前のユニキャリア株式会社はユニキャリアホールディングス株式会社に商号変更[1]。

### ブランド名の由来
TCMの名称は、Toyo Carrier Manufacturingの頭文字を取った略称であるとされる。

## 事業所所在地
- 工場・部品センターなど
  - 滋賀工場・研修所 - 滋賀県近江八幡市長光寺町578
  - 滋賀部品センター、CS事業部 - 滋賀県近江八幡市長光寺町松田603-1

## 関連企業
- 日立グループ
  - 日立製作所 - かつての間接的な親会社。
  - 日立建機 - かつての間接的な親会社。産業革新機構・日産自動車とともにユニキャリア（現：ユニキャリアホールディングス）の株主であった。
- 日立造船（現・カナデビア） - かつて資本参加していた。
- みどり会